# ديفيتسي
ديفيتسي (بالبلغارية: Дивеци)‏ قرية تقع إدارياً ضمن مقاطعة غابروفو في بلغاريا. ويبلغ عدد سكانها 10 نسمة حسب تعداد 15 مارس 2015. تعتمد ديفيتسي للبريد على الرمز البريدي 5345.